# Herblingen (przystanek kolejowy)
Herblingen – przystanek kolejowy w Szafuzie, w kantonie Szafuza, w Szwajcarii. 
Na stacji zatrzymują się pociągi Schweizerische Bundesbahnen jak i Deutsche Bahn, są to składy Regionalbahn oraz S-Bahn Zürich (linie S16 Thayngen-Zürich-Meilen; S22 Bülach–Szafuza– Singen).